# Jonathan Dayton
För film- och videoregissören, se Jonathan Dayton och Valerie Feris.
Jonathan Dayton, född 16 oktober 1760 i Elizabethtown (numera Elizabeth), New Jersey, död 9 oktober 1824 i Elizabethtown, New Jersey, var en amerikansk politiker (federalist) och revolutionär självständighetskämpe. Staden Dayton i Ohio har fått sitt namn efter honom.
Dayton var den yngsta personen att underteckna USA:s konstitution. Han studerade vid College of New Jersey (numera Princeton University) och deltog i amerikanska revolutionskriget. Han representerade delstaten New Jersey i båda kamrarna av USA:s kongress, först i representanthuset 1791-1799 och sedan i senaten 1799-1805. Han var talman i USA:s representanthus 1795-1799.